# 3579 Rockholt
3579 Rockholt este un asteroid din centura principală, descoperit pe 18 decembrie 1977 de Miklos Lovas.